# Honoré-Charles Reille
Honore Reille, francoski maršal, * 1. september 1775, Antibes, † 4. marec 1860, Pariz.